# Tropicomyia momordicae
Tropicomyia momordicae är en tvåvingeart som beskrevs av Mitsuhiro Sasakawa 1963. Tropicomyia momordicae ingår i släktet Tropicomyia och familjen minerarflugor.
Artens utbredningsområde är Amerikanska Samoa. Inga underarter finns listade i Catalogue of Life.